# Óscar Méndez
Óscar Méndez, vollständiger Name Óscar Javier Méndez Albornoz, (* 5. Dezember 1994 in Montevideo) ist ein uruguayischer Fußballspieler.

## Karriere
Der 1,84 Meter große Mittelfeldakteur Méndez steht mindestens seit der Spielzeit 2013/14 im Kader des uruguayischen Erstligisten Racing Club de Montevideo. In jener Saison bestritt er drei Partien (kein Tor) in der Primera División. In der Saison 2014/15 wurde er einmal (kein Tor) in der höchsten uruguayischen Spielklasse eingesetzt. Es folgten in der Spielzeit 2015/16 16 weitere Erstligaeinsätze (kein Tor). In der Saison 2016 stehen zwölf absolvierte Erstligaspiele (ein Tor) für ihn zu Buche.